# Condado de Dane
El condado de Dane (en inglés: Dane County), fundado en 1839, es uno de 72 condados del estado estadounidense de Wisconsin. En el año 2020, el condado tenía una población de 561,491 habitantes y una densidad poblacional de 469.3 personas por mi². La sede del condado es Madison.

## Geografía
Según la Oficina del Censo, el condado tiene un área total de 3,206 km², de la cual 3,113 km² es tierra y 93 km² (2.94%) es agua.

### Condados adyacentes
- Condado de Columbia (norte)
- Condado de Dodge (noreste)
- Condado de Jefferson (este)
- Condado de Rock (sureste)
- Condado de Green (sur)
- Condado de Iowa (oeste)
- Condado de Sauk (noroeste)

## Demografía
En el censo de 2000, había 426,526 personas, 173,484 hogares y 100,794 familias residiendo en el condado. La densidad poblacional era de 137 personas por km². En el 2000 había 180,398 unidades habitacionales en una densidad de 58 por km². La demografía del condado era de 88.96% blancos, 4.00% afroamericanos, 0.33% amerindios, 3.45% asiáticos, 0.03% isleños del Pacífico, 1.43% de otras razas y 1.79% de dos o más razas. 3.77% de la población era de origen hispano o latino de cualquier raza.

## Localidades
Ciudades
| - Fitchburg - Madison - Middleton - Monona - Stoughton - Sun Prairie - Verona Villas | - Belleville - Black Earth - Blue Mounds - Brooklyn - Cambridge - Cottage Grove - Cross Plains - Dane - Deerfield - DeForest - Maple Bluff - Marshall - Mazomanie - McFarland - Mount Horeb - Oregon - Rockdale - Shorewood Hills - Waunakee | Pueblos - Albion - Berry - Black Earth - Blooming Grove - Blue Mounds - Bristol - Burke - Christiana - Cottage Grove - Cross Plains - Dane - Deerfield - Dunkirk - Dunn - Madison - Mazomanie - Medina - Middleton - Montrose - Oregon - Perry - Pleasant Springs - Primrose - Roxbury - Rutland - Springdale - Springfield - Sun Prairie - Vermont - Verona - Vienna - Westport - Windsor - York |

### Lugares designados por el censo
- Windsor (CDP)

### Áreas no incorporadas

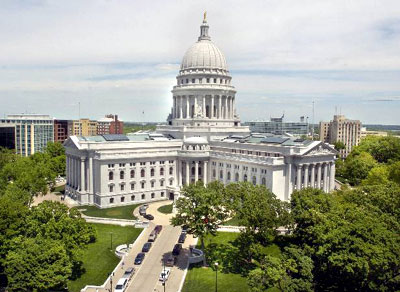
Capitolio Estatal del estado de Wisconsin

| - Albion - Ashton - Ashton Corners - Basco - Daleyville - Deansville - East Bristol - Forward - Hope - Kegonsa - Klevenville - London - Martinsville | - Marxville - Montrose - Morrisonville - Mt. Vernon - Nora - North Bristol - Norway Grove - Paoli - Pine Bluff - Primrose - Roxbury - Rutland - Springfield Corners - Token Creek - Utica - Windsor |

- Knowles
- LeRoy
- Rolling Prairie
- Woodland